# Sybil Campbell
Pour les articles homonymes, voir Campbell.
Sybil Campbell (9 octobre 1889 - 29 août 1977)  est une magistrate britannique. Elle est la première femme nommée juge à temps plein au Royaume-Uni.

## Biographie
Campbell naît le 9 octobre 1889 à Ceylan, où son père, Neill Graeme Campbell, est agent d'une compagnie de thé. Sa mère, Maude Georgiana, d'origine anglaise, est la fille de William Bovill, juge en chef à la Cour des plaids-communs. Sa famille paternelle est originaire d'Argyll en Écosse. Elle est éduquée à domicile par sa mère, avec des cours du Parents' National Educational Union, puis, à 13 ans, elle est scolarisée dans une école de North Berwick. Après quelques mois de scolarité à Paris, des cours en auditrice libre à l'université d'Édimbourg et quelques cours privés, elle réussit l'examen d'entrée de Cambridge et s'inscrit au Girton College en 1908. Elle obtient une mention assez bien à la première partie des tripos en sciences naturelles et la même mention à la seconde partie des tripos en économie l'année suivante. Elle est présidente de la société de débat.
Elle est enquêteuse auprès des Trade Boards de 1913 à 1918 et agente d'exécution au ministère de l'Alimentation pendant la Première Guerre mondiale. Le Sex Disqualification (Removal) Act de 1919 permet aux femmes de devenir avocates, magistrates et notaires, et Campbell se forme en droit au Middle Temple en 1920, puis elle est admise au barreau de Middle Temple le 17 novembre 1922, avec neuf autres jeunes femmes, les « Magnificent Ten ».
Elle exerce dans le cabinet d'avocats de H. H. Joy. Durant la Seconde Guerre mondiale, elle participe à l'effort de guerre à nouveau au ministère de l'Alimentation, où elle s'occupe notamment de lutter contre le marché noir. Elle est nommée officier de l'ordre de l'Empire britannique en 1942.
Sybil Campbell est nommée magistrate à la Tower Bridge Court, en avril 1945, fonction qu'elle occupe jusqu'à sa retraite en 1962. Elle est ainsi la première femme nommée juge à plein temps au Royaume-Uni.
Elle est secrétaire honoraire (c'est-à-dire bénévole) de la British Federation of University Women de 1921 à 1933 et vice-présidente de 1947 à 1977. Elle s'est notamment impliquée dans la création d'une résidence universitaire à Crosby Hall (Chelsea) pour les étudiantes internationales qui réalisaient un troisième cycle universitaire. Campbell est membre du conseil d'administration du Girton College de 1933 à 1942. Elle est membre de la Royal Historical Society.
Campbell prend sa retraite à Lochgilphead, dans l'Argyll. Elle meurt au Bon Secours Nursing Home à Langside, Glasgow le 29 août 1977 et est inhumée à Lochgilphead.